# Kurt Müller (strzelec)
Kurt Müller (ur. 4 kwietnia 1934 w Kriens) – szwajcarski strzelec sportowy. Brązowy medalista olimpijski z Meksyku.
Specjalizował się w strzelaniu karabinowym. Brał udział w trzech igrzyskach olimpijskich (IO 60, IO 64, IO 68). W 1968 był trzeci w karabinie dowolnym w 3 postawach na dystansie 300 m. Na mistrzostwach świata zdobył w latach 1962-1966 jeden złoty, cztery srebrne i dwa brązowe medale w różnych konkurencjach.